# 普萊森特希爾 (密西西比州)
普萊森特希爾（英語：Pleasant Hill）是位於美國密西西比州德索托縣的普查規定居民點。

## 歷史
普萊森特希爾的郵局於1848年設立，其後於1917年停運。

## 人口
根據2020年美國人口普查的數據，普萊森特希爾的面積為12.22平方千米，當中陸地面積為12.17平方千米，而水域面積為0.05平方千米。當地共有人口1863人，而人口密度為每平方千米152.45人。